# Министерство внутренних дел и местного самоуправления Филиппин
Министерство внутренних дел и местного самоуправления Филиппин несет ответственность за обеспечение мира и порядка, обеспечение общественной безопасности, а также укрепление потенциала местных органов власти. Оно также несет ответственность за Филиппинскую национальную полицию.

## Отделы и ведомства
- Административная служба
- Служба электронной обработки данных
- Финансовая и управленческая служба
- Служба внутреннего аудита
- Юридическая служба
- Планировочная служба
- Бюро местного надзора правительства
- Бюро по развитию местного самоуправления
- Управление по обслуживанию проектов развития
- Бюро противопожарной защиты
- Бюро управления тюрьмами и пенологии
- Филиппинская национальная полиция в рамках Национальной Комиссии по делам полиции
- Академия местного самоуправления
- Филиппинский колледж общественной безопасности